# Іраклій
Іраклій (грец. Ηράκλειος), або Гераклій (лат. Heraklius; 575 — 11 лютого 641) — імператор Східної Римської імперії (610—641). Засновник так званої династії Іраклія, яка правила впродовж 100 років.
Іраклій був одним з останніх імператорів Східної Римської імперії, під час правління якого латина була державною мовою, а Візантія ще мала сильну зовнішню схожість з античною Римською імперією. На початку правління при ньому навіть було два консула, а він обіцяв відродити елементи принципату. Але одночасно правління Іраклія відкриває нову епоху в історії імперії, коли було прокладено межу між старим і новим. Під час правління його династії грецька мова повністю зайняла місце латині.
Також Іраклій був останнім Римським імператором, який користувався почесними титулами перемоги. У 612 році він проголосив себе Переможцем над алеманами, ґотами, франками, німцями, антами, аланами, вандалами, герулами, гепідами та переможцем Африки.
Іраклій був каппадокійським вірменом, сином екзарха Африки Іраклія. Візантійські вельможі покликали правителя Африки Іраклія проти імператора Фоки. Іраклій-старший озброїв великі сили та доручив своєму синові Іраклієві керувати ними. Молодший Іраклій скинув Фоку і був проголошений імператором. За його правління імперія втратила контроль над Палестиною і Сирією, які захопили мусульмани (634—638).

## Імена
- Флавій Іраклій (грец. Φλάβιος Ἡράκλειος, Flavios Iraklios), або Флавій Гераклій (лат. Flavius Heraclius Augustus)
- Іраклій I — з номером правителя.
- Гераклій I — інша форма імені з номером правителя.

## Біографія
Є версія, що Іраклій Молодший виховувався в Константинополі в імператорському палаці разом з ханом Кубратом, який був хрещений в 12 років. Після того, як Кубрат об'єднав болгарські племена і створив державу Велика Болгарія, він підписав з Візантією мирний договір і уклав з нею дружній союз, за яким обидві держави повинні були надавати один одному економічну і військову допомогу, звільнив болгарські племена від влади Аварського каганату. Іраклій підтримував близькі дружні відносини з болгарським ханом Кубратом і після захоплення влади.

### Війни
Перси продовжували війну з Візантією, що почалась за правління Фоки. Перси завоювали Сирію і Єгипет і 617 року утвердилися в самому Халкидоні. Іраклій повинен був відмовитися від більшої частини, а потім і від всіх іспанських володінь. 619 року Авари досягли навіть околиць Константинополя, і Іраклій був змушений купити в аварів мир (620), після чого розпочав перемовини з болгарами, що жили між Дністром і Дунаєм, щоб знайти в них противагу проти аварів; він змушений був безмовно погодитися на переселення хорватів і племен білих сербів між узбережжям Далмації й західними Балканами.

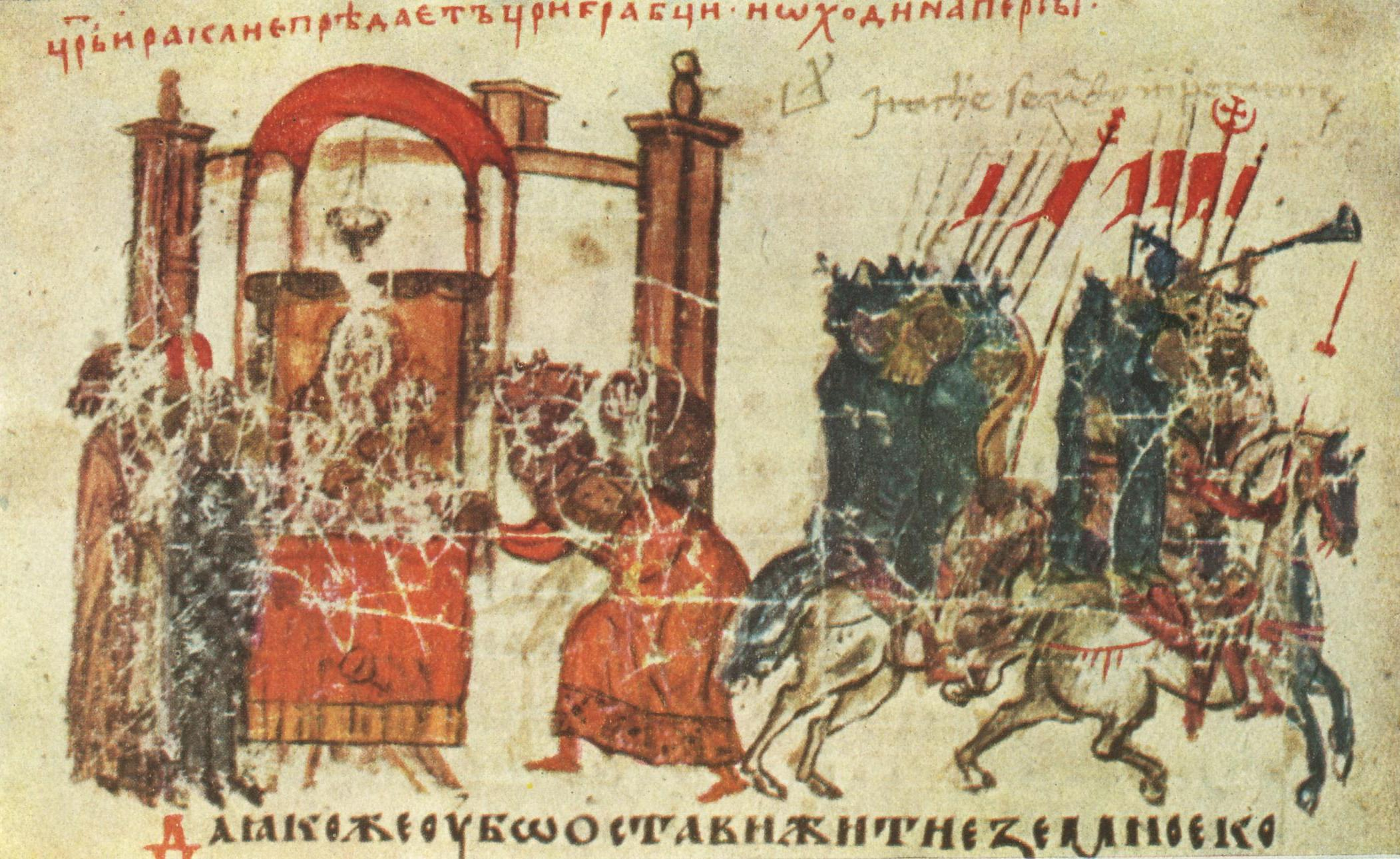
Імператор Іраклій повіряє столицю іконі Богородиці та йде у похід на персів, Манасієвий літопис

Завоювавши 611 року Сирію і 616 року Єгипет, джерело постачання Константинополя хлібом, перси в 617 році утвердилися в самому Халкідоні. Анти та інші слов'янські племена, спільно з аварами, після облоги Салонік в 619 році досягли околиць Константинополя. У цих умовах Іраклій відмовився від ідеї перенести столицю імперії в Карфаген в Африці, бо його переконав в цьому патріарх. Після того, як візіготи захопили багато міст в Іспанії, а король візіготів Сісебут викупив полонених легіонерів у своєму війську, довелося фактично відмовитися від більшої частини іспанських володінь на користь васальних йому візіготів, вивівши війська, які потрібні були для війни з персами, і купити в аварів та антів мир (620 р.).
До 625 році візіготи на чолі зі Свінтілою захопили Новий Карфаген і всі володіння Східної Римської імперії в Іспанії. Іраклій вступив в переговори з болгарами, що розселилися між Дністром і Дунаєм, шукаючи в них противагу аварам.
Іраклій погодився на поселення хорватів і сербів між узбережжям Далмації та західними Балканами. Іраклій зрозумів, що імперії не варто витрачати сили на боротьбу зі слов'янськими народами й протоболгарами та відмовився від боротьби за області, зайняті ними до того часу, поки імперія не зупинить головного ворога — Персії.
З 622 року, йому вдалося в цілому ряді блискучих походів відбити наступ персів і відкинути їх (незважаючи на новий напад аварів та антів в 626 році на Константинополь, що закінчилося для них повною поразкою). Перси в цей час зайняли азійський берег Босфору, але візантійцям вдалося знищити слов'янський флот в Босфорі, і перси з'єдналися з аварами. У 628 році Іраклій здобув перемоги в Месопотамії, і разом з хазарськими союзниками — в Закавказзі. (Детальніше: Битва при Ніневії).
629 року імператор Іраклій повернувся до Константинополя і повернув до Єрусалиму Животворящий Хрест — одну з головних святинь християнства, яка була захоплена перським царем Хосровом II та повернута перським посольством. Тоді ж Іраклій офіційно прийняв титул василевса, яким по-грецьки до тих пір іменували царя Персії, але назвав себе «василевсом у Христі».
Потім була безуспішна боротьба з арабами: в період 632—641 роках араби завоювали багато областей імперії: Сирію, Палестину, Месопотамію і Єгипет. Тривали переселення слов'янських племен на Балканський півострів та боротьба з антами в північному Причорномор'ї.
Іраклій захворів після тріумфу над персами, і більш не виступав у похід. Коли арабські мусульмани напали на Сирію і Палестину в 634 році, він не зміг очолити армію особисто, а його генерали його підвели. Битва при Ярмуці 636 року закінчилася нищівною поразкою для більшої візантійської армії, і в наступні три роки Сирія і Палестина були втрачені знову. Під кінець царювання Іраклія більшість Єгипту була також втрачена.

### Спадщина
Приблизно в 620 році Іраклій змінив офіційну мову Східної Римської імперії з латинської на грецьку. Від 629 почав називати себе «басилевс» (грец. Βασιλεύς). Цим титулом називались візантійські імператори ще протягом 800 років.
З ім'ям Іраклія пов'язані значні військово-адміністративні реформи, зокрема створення системи фем.

## Сім'я
- Батько: Іраклій (екзарх)